# کارل آلفرد پدرشن
کارل آلفرد پدرشن (انگلیسی: Carl Alfred Pedersen; ۵ مهٔ ۱۸۸۲ – ۲۵ ژوئن ۱۹۶۰) ژیمناست هنری و ورزشکار پرش سه‌گام اهل نروژ بود.